# Scufundare de noapte
Scufundarea de noapte este scufundarea efectuată pe timpul nopții.
Scufundarea de noapte este foarte spectaculoasă deoarece, pe timpul nopții, mediul subacvatic oferă scafandrului o priveliște diferită de cea din timpul zilei. Datorită dificultăților specifice care apar, scufundarea de noapte poate fi practicată numai de către scafandri experimentați. 
Scufundările de noapte necesită o planificare atentă și detaliată, în special în ceea ce privește utilizarea unei surse de iluminat subacvatic, folosirea busolei și controlul adâncimii prin măsurători.
Scufundările efectuate noaptea trebuie făcute totdeauna în echipă, avându-se în vedere scăderea considerabilă a posibilităților de orientare prin mijloace naturale și creșterea riscurilor de producere a unor accidente de scufundare.
Pentru limitarea la maximum a riscurilor, trebuie luate anumite precauții și anume: 
- șeful echipei de scafandri trebuie să aibă un proiector;
- fiecare scafandru trebuie să fie echipat cu câte o lanternă;
- trebuie să existe o lanternă pe ambarcațiunea de suprafață și o lanternă aprinsă fixată pe lanțul de ancoră;
- echipa de scafandri va fi împărțită în grupuri de câte doi scafandri care se vor supraveghea reciproc; scafandrul căruia i s-a defectat lanterna trebuie să se țină de mână cu celălalt scafandru din grup;
- scafandrii coboară sub apă cu lanterna aprinsă și nu o vor stinge sub nici un motiv;
- nu trebuie niciodată să se lumineze vizorul unui alt scafandru pentru a nu-l orbi; schimbul de semne se va realiza prin iluminarea propriei mâini, cu care se fac semnele;
- nu se vor efectua scufundări de noapte la adâncimi mai mari de 15 m.